# شریعه سیدعبود
شریعه سید عبود، روستایی از توابع بخش مرکزی شهرستان خرمشهر در استان خوزستان ایران است.

## جمعیت
این روستا در دهستان غرب کارون قرار دارد و براساس سرشماری مرکز آمار ایران در سال 1391 ، جمعیت  (30خانوار) بوده‌است.